# Convergència i Unió
Convergència i Unió (CiU; en español: «Convergencia y Unión») fue una coalición fundada en 1978, que se refundó como federación de partidos de cara a las elecciones al Parlamento de Cataluña de 2003, y que finalmente se disolvió en 2015. Esta coalición reconvertida en federación tuvo una ideología nacionalista catalana y estuvo integrada por los partidos Convergencia Democrática de Cataluña (de centroderecha) y Unión Democrática de Cataluña (de tendencia democristiana). 
Estuvo a la cabeza del Gobierno de Cataluña entre 1980 y 2003, como coalición y bajo el liderazgo de Jordi Pujol; y desde 2010 hasta 2015, ya como federación, bajo la presidencia de Artur Mas.
Durante sus casi cuatro décadas de existencia, esta coalición (y posterior federación) ha regido y centrado la vida política de Cataluña, ganando 8 de 10 elecciones autonómicas. Asimismo, a nivel nacional, ha servido de «palanca» para la gobernabilidad de España, pactando con sucesivos gobiernos de distinto color político.

## Historia

### 1978-2003: La época de Jordi Pujol
El pacto entre CDC y UDC fue firmado oficialmente el 19 de septiembre de 1978. Convergència i Unió gobernó Cataluña ininterrumpidamente desde 1980 hasta 2003, bajo la presidencia de Jordi Pujol; obteniendo tres mayorías absolutas en los años 1984, 1988 y 1992, y cuatro mayorías simples en 1980, 1995, 1999, 2003. Sin embargo, en las elecciones de 1999 y 2003 el Partido de los Socialistas de Cataluña (PSC) obtuvo la mayoría de votos aunque no de diputados. 
Durante estos años CiU se caracterizó por colaborar a la gobernabilidad de España, apoyando a Adolfo Suárez durante la Transición (Pujol fue una pieza clave de la construcción de la España de las Autonomías) luego al PSOE de Felipe González en 1993 y más tarde a José María Aznar (ver Pacto del Majestic) tras la obtención de la mayoría simple del Partido Popular en las elecciones generales de 1996 (a cambio, el PP de Cataluña apoyó a CiU en el Parlamento de Cataluña). La estrategia política del partido se correspondía con la visión de Pujol de la autonomía:

«[La autonomía] responde a la necesidad de reconocer institucionalmente la voluntad de la manera de ser propia con la intención de acercar el poder al pueblo. Dado que los pueblos de España son diversos, las autonomías han de ser diversas”.[...] [Cataluña] tiene la fuerza moral de haber contribuido de forma importante a la democracia, al progreso y a la paz de toda España; tiene la fuerza moral, también, de haber aplazado a veces aspectos importantes de su reivindicación en nombre del interés general».

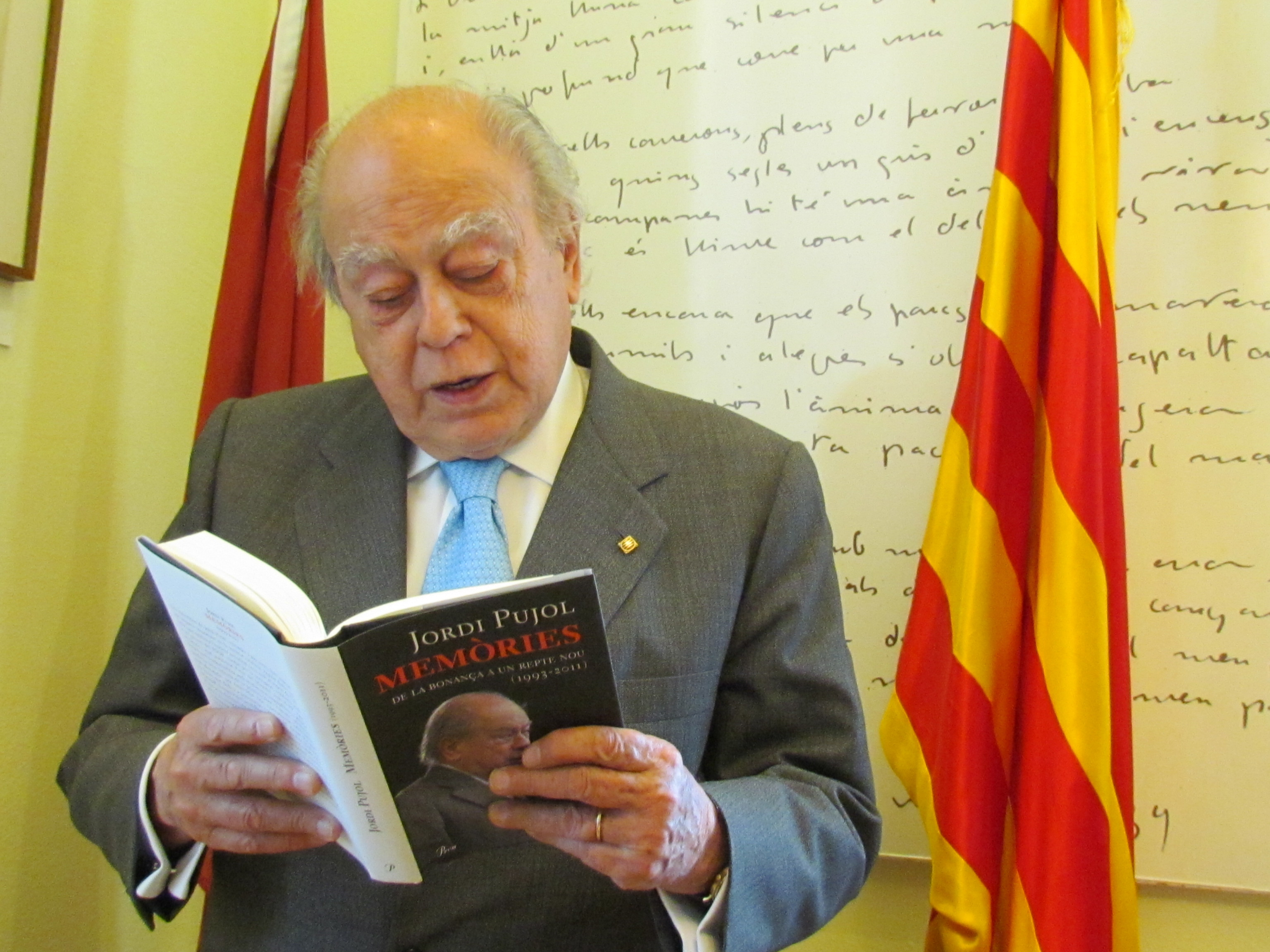
Jordi Pujol, presidente de la Generalidad de Cataluña durante 23 años.

Desde enero de 2001, cuando Artur Mas —elegido como "sucesor" por el propio Pujol— asumió el cargo de conseller en cap de la Generalidad, se fue produciendo un relevo paulatino en el liderazgo de la federación. Esta designación abrió una crisis en la coalición de CiU, ya que otras personalidades como Duran i Lleida, líder de Unió, también aspiraban a ese puesto. El 2 de diciembre de ese año CiU fue constituida oficialmente como una federación de partidos.

### 2003-2010: Oposición
Tras 23 años en el Gobierno, los malos resultados obtenidos en las elecciones de 2003 permitieron la coalición entre el PSC, Esquerra Republicana de Catalunya e Iniciativa per Catalunya Verds - Esquerra Alternativa, que conformaron el "Tripartito catalán", que se reeditó en las elecciones de 2006.
En la primera legislatura del tripartito afloró el "problema del tres por ciento", cuando el entonces Presidente  Pasqual Maragall afirmó en un debate en el Parlamento que «hemos llegado al meollo de la cuestión: ustedes tienen un problema y este problema se llama tres por ciento». La declaración provocó un gran revuelo, aunque finalmente Maragall se vio obligado a retirar la acusación con el fin de no perder el apoyo de CiU al nuevo Estatuto, aprobado finalmente en 2006.

### 2010-2015: Vuelta al Gobierno de la Generalidad y apuesta independentista
El 28 de noviembre de 2010, CiU obtuvo una amplia victoria en las elecciones al Parlamento de Cataluña, con el 46 % de los diputados de la cámara (62 escaños) lo que le hizo recuperar la Presidencia de la Generalidad.

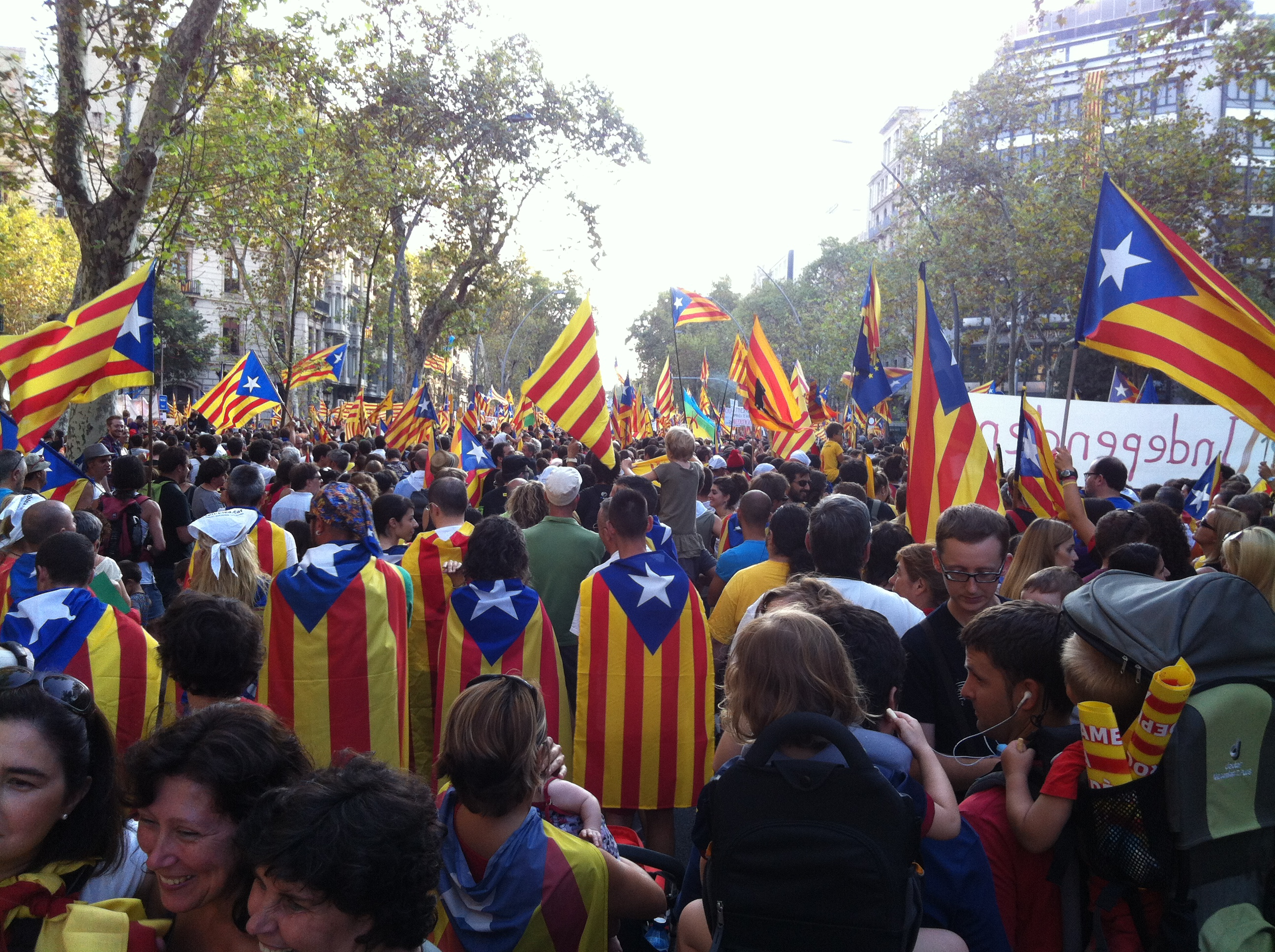
Manifestación de la Diada el 11 de septiembre de 2012 en Barcelona.

En plena crisis económica y de relación con el gobierno central, Mas y el resto de dirigentes de CDC dieron su apoyo a la autodeterminación de Cataluña. Algunas fuentes señalan que una razón fundamental del giro político fue la voluntad de distraer la atención de los numerosos escándalos de corrupción y financiación ilegal en los que CiU estaba implicado.
Según el Tribunal de Cuentas, en 2011 CiU tenía un patrimonio neto negativo, es decir, en quiebra técnica, de 10.184.954 euros, y Unió Democràtica de Catalunya un patrimonio neto negativo de 11.288.910 euros.
El 25 de septiembre de 2012 posteriormente a una multitudinaria participación en la histórica Diada del 11 de septiembre por el volumen de ciudadanos participantes, Artur Mas convoca elecciones anticipadas previstas para el 25 de noviembre, dos años antes de lo previsto, tras reconocer el fracaso del pacto fiscal para Cataluña (al no conseguir acuerdos en su reunión con el presidente del Gobierno español Mariano Rajoy) y articulando su programa electoral en torno al soberanismo. Finalmente, la formación obtuvo 50 escaños, 12 menos que en las anteriores elecciones, lo que se interpretó como un fracaso de la apuesta de CiU para ser el guía único del proceso secesionista en Cataluña.

### 2015: Crisis y ruptura de la federación
Debido a las diferencias entre la posición de la dirección de UDC y la del líder de CDC Artur Mas con respecto al proceso soberanista, se realizó el 14 de junio de 2015 una consulta a la militancia de UDC, en la que preguntaban si UDC debería comprometerse a seguir con el proceso pero con unas determinadas condiciones, entre ellas no vulnerar la legalidad con declaraciones unilaterales de independencia o iniciando procesos constituyentes al margen de la legalidad, lo que sería contrario a lo suscrito en la hoja de ruta firmada por CDC, ERC y entidades soberanistas. La militancia de UDC decidió apoyar a la dirección con un ajustado 50,9 % a favor. Tras esto, se realizaron reuniones entre dirigentes de UDC y CDC que desembocaron en un ultimátum de CDC a UDC para que esta última decidiera en un plazo de "dos o tres días" si se sumaba o no a la hoja de ruta independentista.
El miércoles 17 tras una reunión del Comité de Gobierno de UDC, se anunció la salida de los tres consejeros de UDC del gobierno de la Generalidad de Cataluña, aunque se comprometían a mantener la estabilidad parlamentaria hasta el final de la legislatura. Ese mismo día por la noche, la Comisión Ejecutiva Nacional de CDC se reunió y en una rueda de prensa al día siguiente confirmó que UDC y CDC no se presentarían juntos a las elecciones autonómicas y que el proyecto político de la federación de CiU se había acabado.

### 2018: Condena judicial por financiación ilegal
En enero de 2018 CiU fue condenada por financiación ilegal. La  sentencia del conocido como 'caso del Palau de la Música' condenó a CiU por lucrarse con 6,6 millones de euros a través del cobro de comisiones irregulares a cambio de adjudicar obra pública a la constructora Ferrovial. Esta trama permitió, entre 1999 y 2009, el expolio continuado de 23,7 millones de la arcas del Palacio de la Música Catalana. Parte del dinero -14 millones- fue utilizado para lucro personal de los ex directivos de la institución cultural mientras que CDC (integrante de CiU) se financió de forma irregular -6,6 millones- a través de pagos ficticios de Ferrovial al Palau.

## Resultados electorales
En las tablas siguientes se muestran los resultados obtenidos por la federación en cada una de las elecciones al Parlamento de Cataluña y a las elecciones generales españolas, así como el candidato para presidente en cada caso.

### Congreso de los Diputados
| Elección | Cabeza de lista por Barcelona | Votos     | % de voto (Cataluña) | Escaños (Cataluña) | +/-         | Posición (Cataluña) | Reparto escaños          |
| -------- | ----------------------------- | --------- | -------------------- | ------------------ | ----------- | ------------------- | ------------------------ |
| 1979     | Jordi Pujol                   | 483.353   | 16,38%               | 8/47               | 5a          | 4.º                 | 8 CDC y 1 UDC            |
| 1982     | Miquel Roca                   | 772.726   | 22,48%               | 12/47              | 4           | 2.º                 | 8 CDC, 3 UDC y 1 indep.  |
| 1986     | Miquel Roca                   | 1.014.258 | 32,00%               | 18/47              | 6           | 2.º                 | 13 CDC y 5 UDC           |
| 1989     | Miquel Roca                   | 1.032.243 | 32,68%               | 18/46              | Sin cambios | 2.º                 | 13 CDC y 5 UDC           |
| 1993     | Miquel Roca                   | 1.165.783 | 31,82%               | 17/47              | 1           | 2.º                 | 12 CDC y 5 UDC           |
| 1996     | Joaquim Molins                | 1.151.633 | 29,61%               | 16/46              | 1           | 2.º                 | 11 CDC y 5 UDC           |
| 2000     | Xavier Trias                  | 970.421   | 28,79%               | 15/46              | 1           | 2.º                 | 10 CDC, 4 UDC y 1 indep. |
| 2004     | Josep Antoni Durán i Lleida   | 835.471   | 20,70%               | 10/47              | 5           | 2.º                 | 6 CDC y 4 UDC            |
| 2008     | Josep Antoni Durán i Lleida   | 779.425   | 20,93%               | 10/47              | Sin cambios | 2.º                 | 6 CDC y 4 UDC            |
| 2011     | Josep Antoni Durán i Lleida   | 1.015.691 | 29,35%               | 16/47              | 6           | 1.º                 | 10 CDC y 6 UDC           |

a Respecto a la suma de los resultados de PDPC y UC-DCC en 1977.

### Parlamento de Cataluña
| Elección                                                                                            | Cabeza de lista por Barcelona | Votos     | % de voto | Escaños | +/- | Posición | Gobierno            |
| --------------------------------------------------------------------------------------------------- | ----------------------------- | --------- | --------- | ------- | --- | -------- | ------------------- |
| 1980                                                                                                | Jordi Pujol                   | 752.943   | 27,68%    | 43/135  | -   | 1.º      | Gobierno en minoría |
| 1984                                                                                                | Jordi Pujol                   | 1.346.729 | 46,80%    | 72/135  | 29  | 1.º      | Mayoría absoluta    |
| 1988                                                                                                | Jordi Pujol                   | 1.232.514 | 45,72%    | 69/135  | 3   | 1.º      | Mayoría absoluta    |
| 1992                                                                                                | Jordi Pujol                   | 1.221.233 | 46,19%    | 70/135  | 1   | 1.º      | Mayoría absoluta    |
| 1995                                                                                                | Jordi Pujol                   | 1.320.071 | 40,95%    | 60/135  | 10  | 1.º      | Gobierno en minoría |
| 1999                                                                                                | Jordi Pujol                   | 1.178.420 | 37,70%    | 56/135  | 4   | 1.º (*)  | Gobierno en minoría |
| 2003                                                                                                | Artur Mas                     | 1.024.425 | 30,94%    | 46/135  | 10  | 1.º (*)  | Oposición           |
| 2006                                                                                                | Artur Mas                     | 928.212   | 31,52%    | 48/135  | 2   | 1.º      | Oposición           |
| 2010                                                                                                | Artur Mas                     | 1.198.010 | 38,47%    | 62/135  | 14  | 1.º      | Gobierno en minoría |
| 2012                                                                                                | Artur Mas                     | 1.112.341 | 30,68%    | 50/135  | 12  | 1.º      | Gobierno en minoría |
| * En 1999 y en 2003 CiU fue el segundo en obtención de votos, pero el primero en número de escaños. |                               |           |           |         |     |          |                     |

### Elecciones municipales
| Elección | España (globales) | España (globales) | España (globales) | Cataluña  | Cataluña | Cataluña  | Líder       |
| Elección | Votos             | %                 | Escaños           | Votos     | %        | Escaños   | Líder       |
| -------- | ----------------- | ----------------- | ----------------- | --------- | -------- | --------- | ----------- |
| 1979     | 504 832           | 3,1               | 1756/67 505       | 504 832   | 19,0     | 1756/8223 | Jordi Pujol |
| 1983     | 747 677           | 4,2               | 3215/67 312       | 747 677   | 25,6     | 3215/8199 | Jordi Pujol |
| 1987     | 1 004 115         | 5,2               | 4350/65 577       | 1 004 115 | 33,0     | 4350/8186 | Jordi Pujol |
| 1991     | 915 291           | 4,9               | 4360/66 308       | 915 291   | 33,4     | 4360/8328 | Jordi Pujol |
| 1995     | 973 498           | 4,4               | 4240/65 869       | 973 498   | 30,1     | 4240/8426 | Jordi Pujol |
| 1999     | 774 074           | 3,6               | 4089/65 201       | 774 074   | 26,5     | 4089/8497 | Jordi Pujol |
| 2003     | 789 871           | 3,4               | 3687/65 510       | 789 871   | 24,3     | 3687/8690 | Jordi Pujol |
| 2007     | 723 325           | 3,3               | 3387/66 131       | 723 325   | 25,2     | 3387/8932 | Artur Mas   |
| 2011     | 778 551           | 3,5               | 3865/68 230       | 778 551   | 27,1     | 3865/9132 | Artur Mas   |
| 2015     | 668 892           | 3,0               | 3333/67 611       | 668 892   | 21,5     | 3333/9069 | Artur Mas   |

## Líderes destacados
- Jordi Pujol
- Artur Mas
- Josep Antoni Duran i Lleida
- Josep Rull
- Xavier Trias

## Posición de CiU ante los referéndums
- 1978: referéndum para la ratificación de la Constitución española. Pidió el «sí».
- 1979: referéndum sobre el Estatuto de autonomía de Cataluña. Pidió el «sí».
- 1986: referéndum sobre la permanencia de España en la OTAN. Pidió el «sí».
- 2005: Referéndum sobre el Tratado de la Constitución Europea. Pidió el «sí».
- 2006: Referéndum sobre la reforma del Estatuto de autonomía de Cataluña. Pidió el «sí».
- 2014: proceso participativo sobre el futuro político de Cataluña de 2014. Pidió el «sí».

## Sucesores
- De Convergència i Unió: Democràcia i Llibertat (formado por CDC y disidentes de UDC —Demócratas de Cataluña–), Junts per Catalunya (coalición).
- De CDC: Partido Demócrata Europeo Catalán (I), Lliures (C) y Convergents (C), Junts per Catalunya (partido político).[41]
- De UDC: Demócratas de Cataluña (I) y Units per Avançar (C).[41]